# Ева Угарте
Ева Угарте (ісп. Eva Ugarte; нар. 14 грудня 1983, Мадрид, Іспанія) — іспанська театральна та кіноакторка. 

## Біографія
Ева Угарте народилася 14 грудня 1983 року у Мадриді. 

## Телебачення
- Галерея "Вельвет" (2014-2015)
- Подивись, що ти зробив (2018-2020)

## Нагороди та номінації
| Нагорода      | Рік  | Категорія             | Фільм                    | Результат |
| ------------- | ---- | --------------------- | ------------------------ | --------- |
| Premios Feroz | 2019 | краща акторка серіалу | "Подивись, що ти зробив" | Номінація |
| Premios Feroz | 2021 | краща акторка серіалу | "Подивись, що ти зробив" | Номінація |